# Midnight Special
Midnight Special — народная песня (каталог Roud: # 6364), кантри-блюзовый стандарт, включенный группой Creedence Clearwater Revival в альбом Willy and the Poor Boys (1969).

## История
Midnight Special — народная песня, впервые зазвучавшая в тюрьмах южных штатов США; коллекционер Джон Ломакс отмечал, что она имеет, скорее всего, «белые корни». Согласно общепринятой версии, в основе сюжета лежит легенда о суеверии, возникшем в ныне не существующей тюрьме города Шугар Ленда (Sugar Land Prison) неподалёку от Хьюстона, согласно которому тот из заключённых будет освобожден первым, кому посчастливится увидеть огни Полуночного экстренного поезда (Midnight Special). Отсюда — рефрен, повторяющийся во всех версиях:

Let the Midnight Special shine her light on me 
Let the Midnight Special shine her ever-loving light on me.

Текст песни был впервые опубликован Ховардом Одумом (англ. Howard Odum) в 1905 году.
Первое упоминание о ней в популярной прессе относится к 1923 году (журнал Adventure, издававшийся Ridgway Company). В 1927 году Карл Сэндберг опубликовал две разных версии «Midnight Special» в своем альманахе «The American Songbag»..
Первая коммерческая запись песни (с несколько измененным — с уклоном в ковбойскую тему — текстом) была сделана Дэйвом «Пистол-Питом» Катреллом (англ. Dave «Pistol Pete» Cutrell), участником McGinty’s Oklahoma Cow Boy Band, и вышла на лейбле OKeh Records в 1926 под заголовком «Pistol Pete’s Midnight Special». В марте 1929 года тот же оркестр, называвшийся теперь Otto Gray and the Oklahoma Cowboys, перезаписал «Midnight Special», взяв за основу традиционный вариант текста.
В 1927 году Сэм Коллинз записал свой вариант, «The Midnight Special Blues», для Gennett Records: он оказался первым, кто включил в текст упоминание о женщине — в данном случае, «маленькой Норе»:

Yonder come a Little Nora. How in the world do you know? 

I know by the apron and the dress she wears.

В 1934 году Хадди Уильям Ледбеттер (более известный как Ледбелли) записал версию «Midnight Special» в тюрьме Angola Prison, причем издателями и коллекционерами Джоном и Аланом Ломаксом был ошибочно назван автором. Ледбелли записал и выпустил по меньшей мере три версии песни, одна из которых была исполнена им с госпел-группой The Golden Gate Quartet (RCA, Victor Studio #2, 15 июня 1940).
Джон и Алан Ломаксы в книге «Любимые американские народные песни» (англ. Best Loved American Folk Songs) утверждали, что песня возникла в тюрьме Шугар Ленда, а «Midnight Special» — это полуночный поезд из Хьюстона. Они же впервые изложили версию, согласно которой герой песни — заключённый, связывающий своё освобождение с огнями поезда, указывая сходство с сюжетом другого стандарта, «Let the Light from your Lighthouse Shine on Me». Карл Сэндберг, однако, оспаривал эту версию, считая, что смысл тирады главного героя состоит в том, что он, скорее, бросится под поезд, нежели будет тянуть до конца тюремный срок.
Версия, популяризированная Ледбелли, имеет немало параллелей с другими тюремными песнями, такими, как «De Funiac Blues», исполненной Бьюруссом Джонсоном (англ. Burruss Johnson) и записанной Джоном Ломаксом в Рейнфордской государственной исправительной колонии во Флориде 2 июня 1939 года. Есть варианты песни, «Walk Right In Belmont» (Wilmer Watts; Frank Wilson, 1927) и «North Carolina Blues» (Roy Martin, 1930), где действие происходит в Северной Каролине. Согласно другой версии (найденной братьями Ломаксами в колонии строгого режима штата Миссисипи), речь идет о поезде «Illinois Central», проходившем через территорию этого штата.
В числе исполнителей, записывавших «Midnight Special» — Билл Кокс, Джонни Риверс, Пол Эванс, Биг Джо Тернер, Одетта, Пит Сигер, Литтл Ричард, Пол Маккартни, Mungo Jerry, Вэн Моррисон, Spencer Davis Group, Эрик Клэптон, ABBA, Sonny Terry & Brownie McGhee. Большой успех в Голландии имела местная версия «Schijn 'n Lichtje op mij» («Shine a light on me)», исполненная группой Drukwerk. Но самой известной остается версия Creedence Clearwater Revival.